# Associazione Sportiva Potenza 1938-1939
Questa pagina raccoglie le informazioni riguardanti l'Associazione Sportiva Potenza nelle competizioni ufficiali della stagione 1938-1939.

## Rosa
| N. |                   | Ruolo | Calciatore          |
| -- | ----------------- | ----- | ------------------- |
| -  | Italia (bandiera) | D     | Luigi Asquini       |
| -  | Italia (bandiera) |       | Terenzio Baldini    |
| -  | Italia (bandiera) | A     | Nicolò Basile       |
| -  | Italia (bandiera) | D     | Oreste Brondi       |
| -  | Italia (bandiera) |       | Virginio Cavalieri  |
| -  | Italia (bandiera) |       | Enrico Geminiani    |
| -  | Italia (bandiera) | P     | Placido Gimona      |
| -  | Italia (bandiera) | A     | Alberto Giordano    |
| -  | Italia (bandiera) | D     | Salvatore Lasorella |

| N. |                   | Ruolo | Calciatore         |
| -- | ----------------- | ----- | ------------------ |
| -  | Italia (bandiera) | A     | Ugo Lodi           |
| -  | Italia (bandiera) | C     | V. Nicastro        |
| -  | Italia (bandiera) | C     | Ennio Polentarutti |
| -  | Italia (bandiera) | A     | Guido Poles        |
| -  | Italia (bandiera) | A     | Marcello Polesel   |
| -  | Italia (bandiera) | C     | Ivo Ricci          |
| -  | Italia (bandiera) | D     | Guido Rigotti      |
| -  | Italia (bandiera) |       | Giuseppe Vittor    |